# گولیاد (تگزاس)
گولیاد، تگزاس (به انگلیسی: Goliad, Texas) شهری در ایالت تگزاس از ایالات جنوبی ایالات متحده آمریکا است. در سرشماری سال ۲۰۰۰، جمعیت این شهر ۱۹۷۵ نفر اعلام شد.
عمارت دادگستری شهرستان گولیاد در اینجا قرار دارد.

## نگارخانه

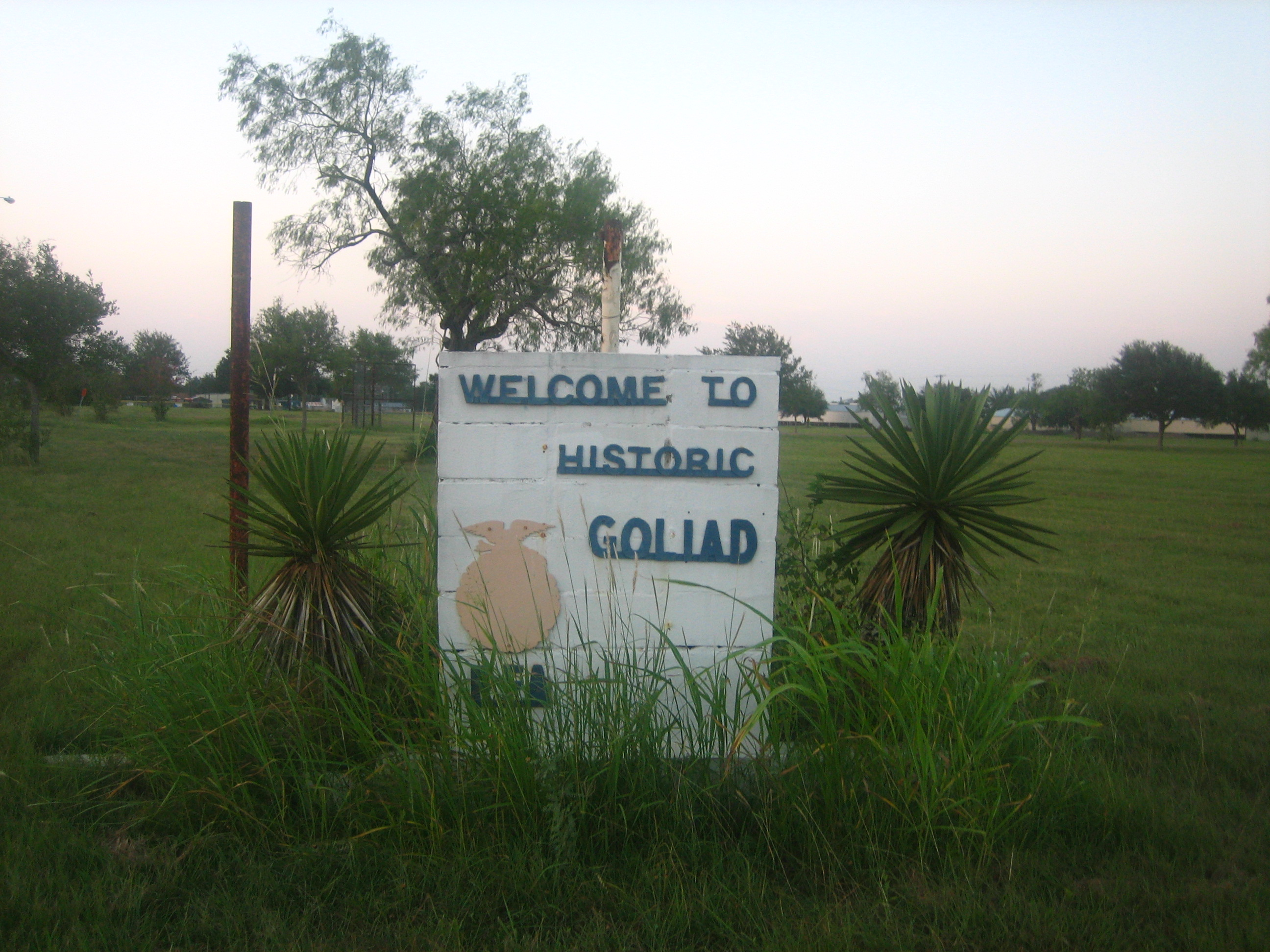
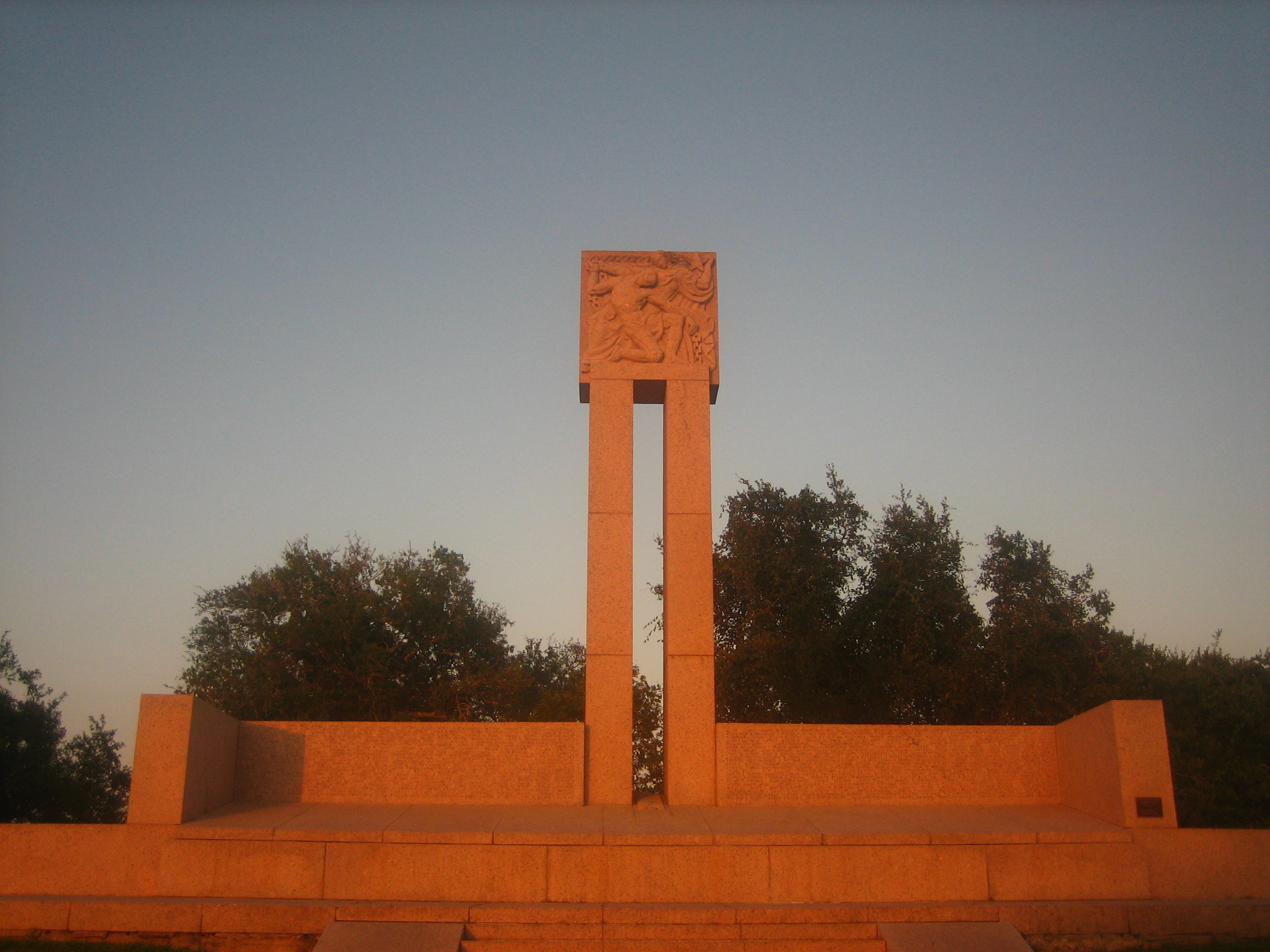
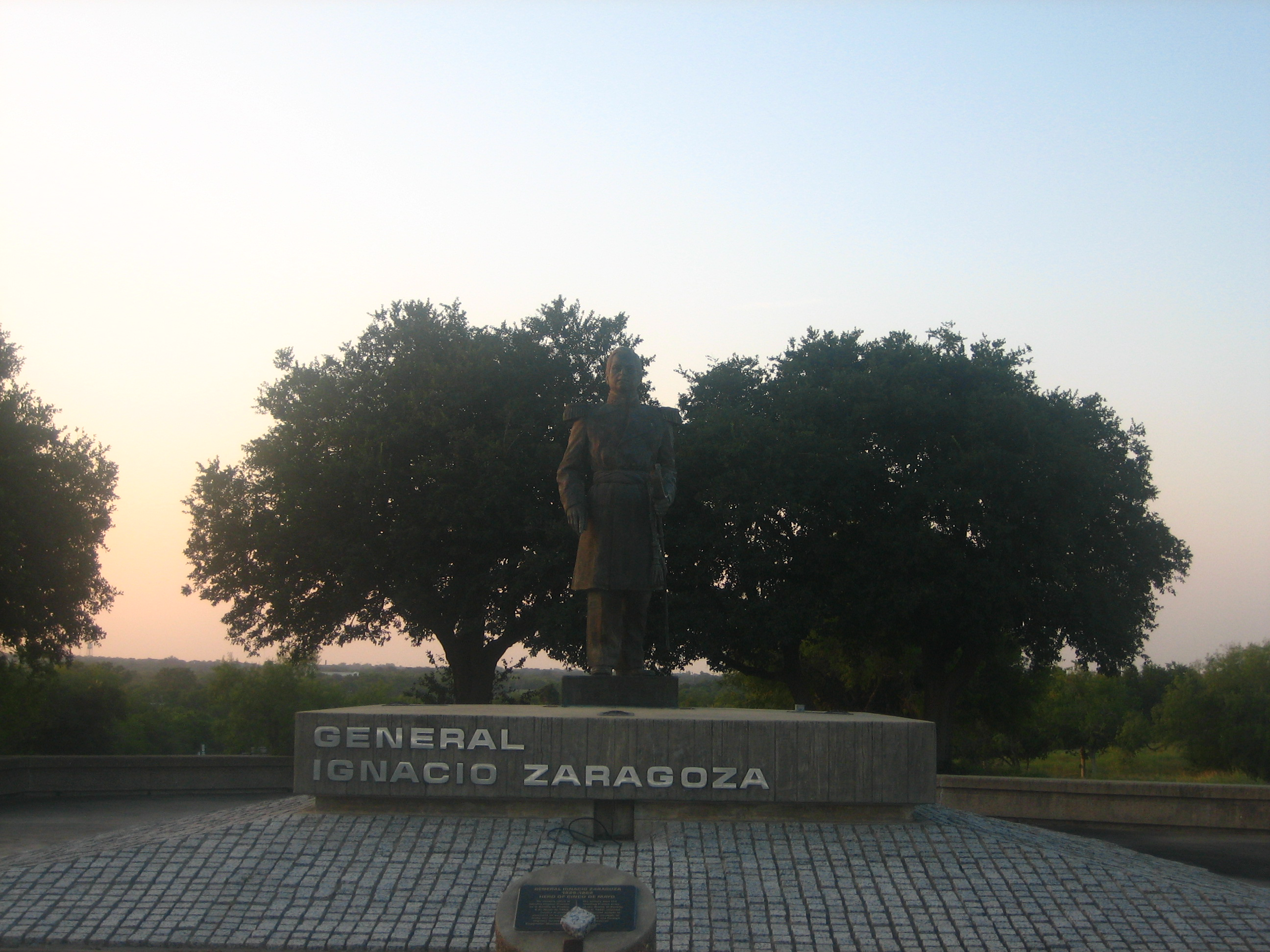
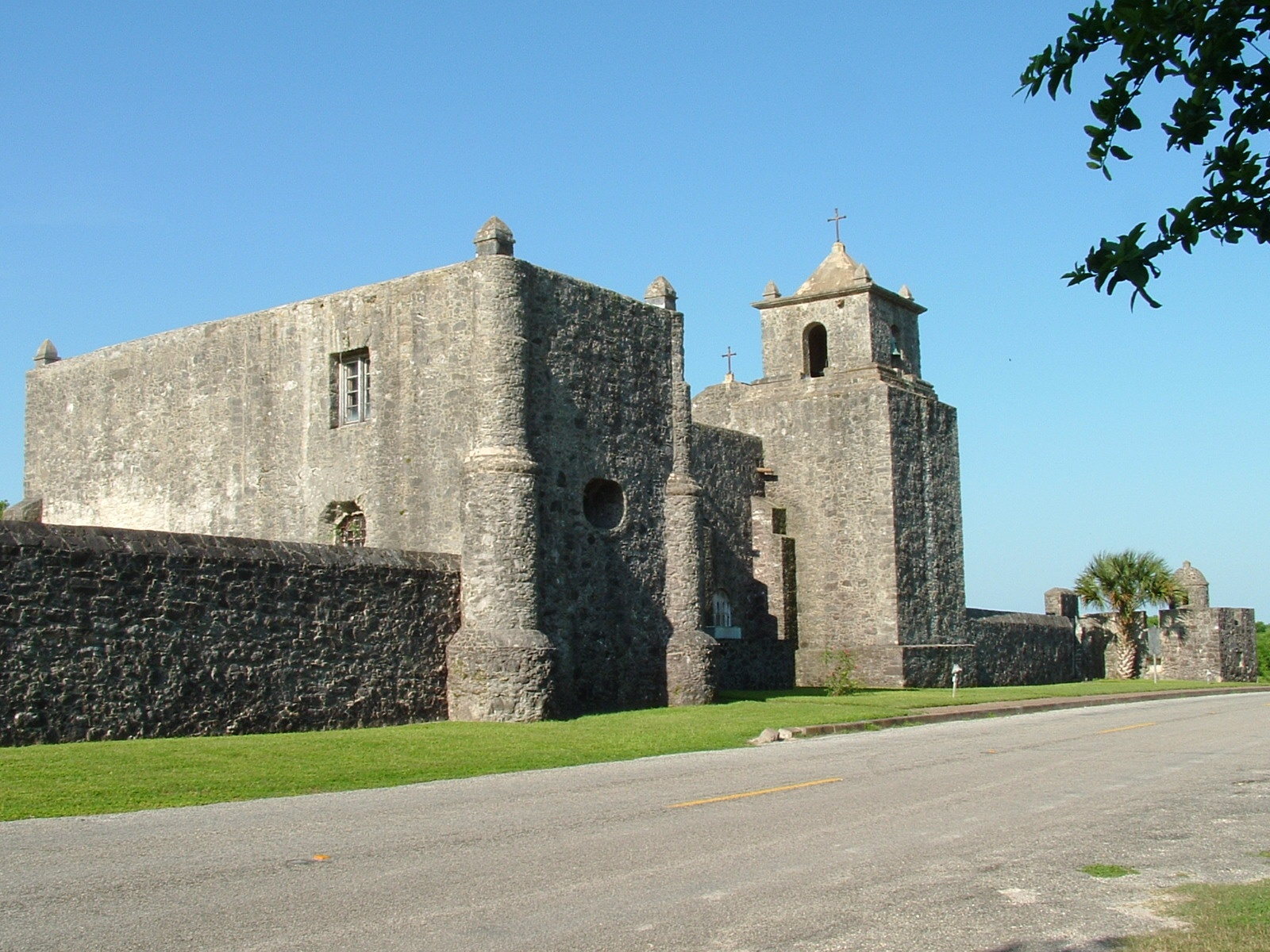
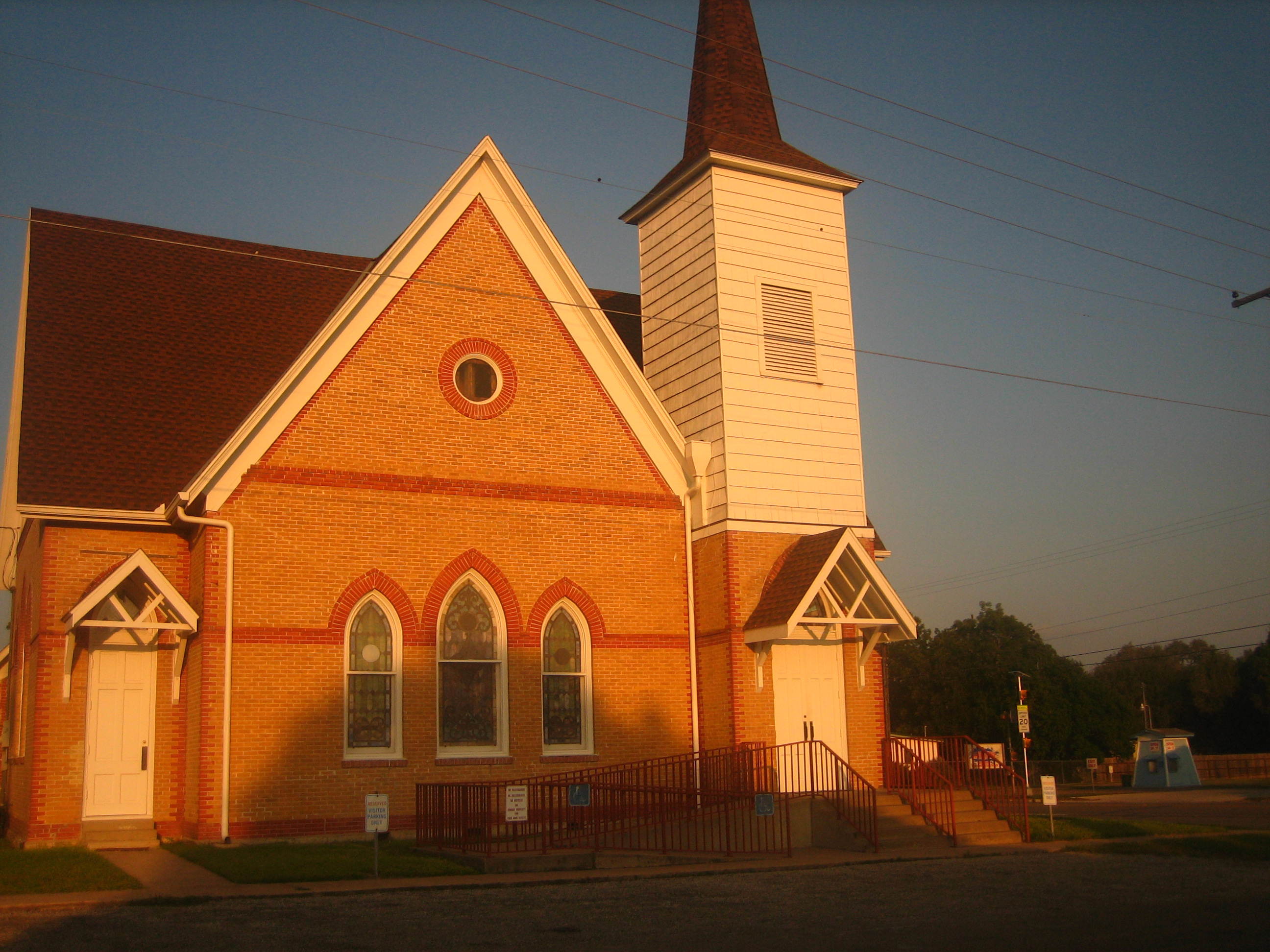
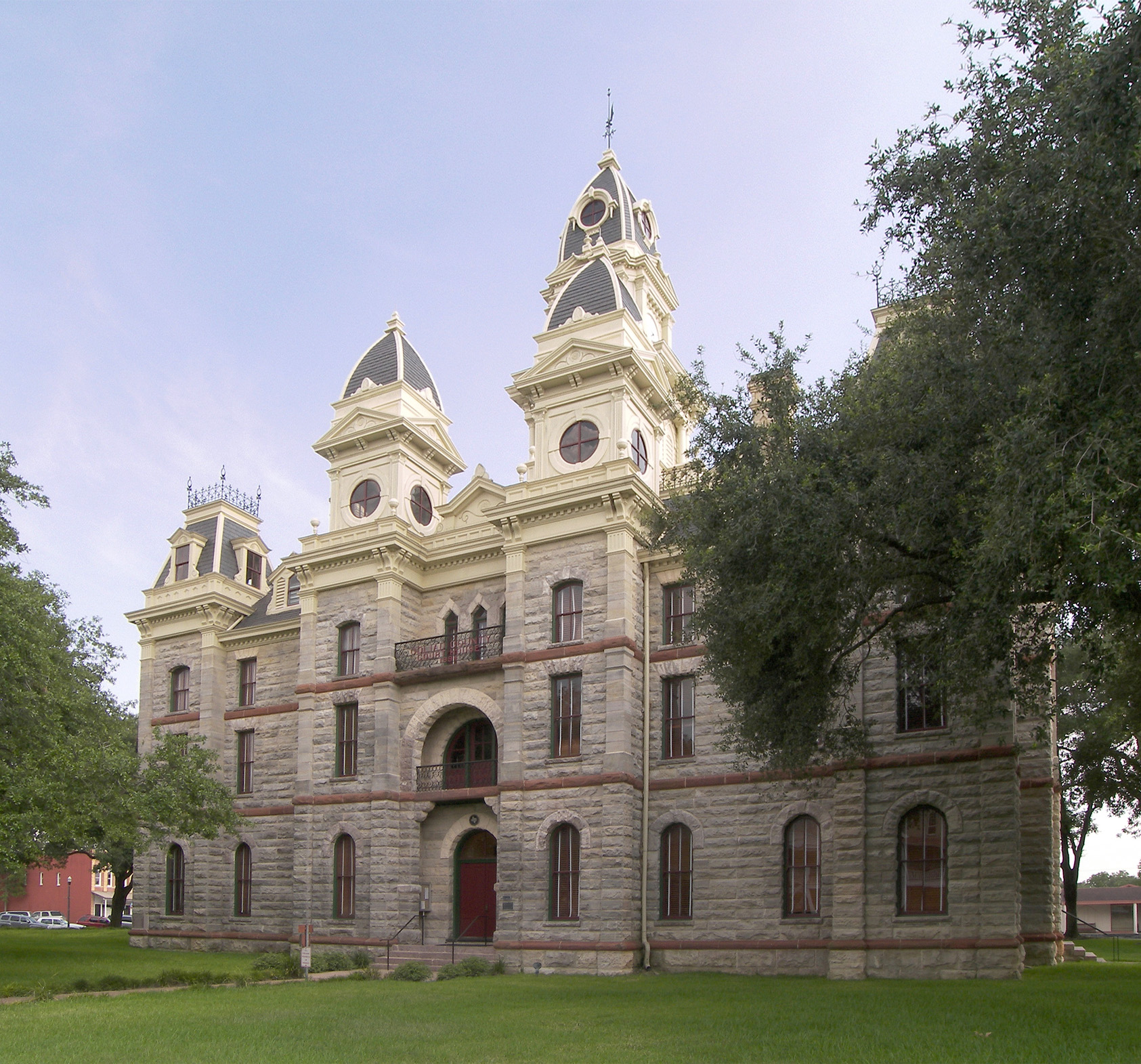
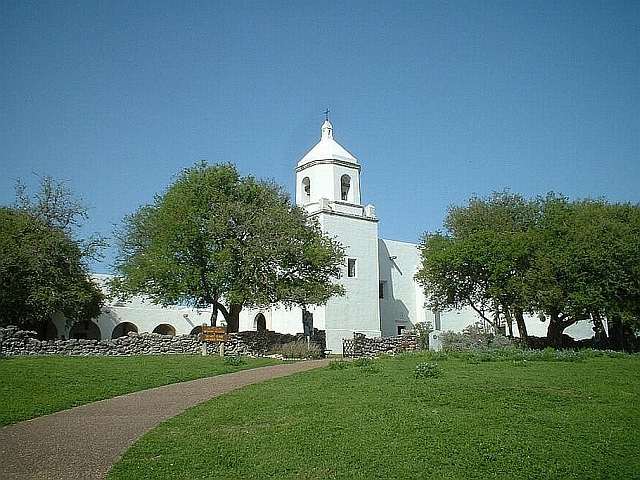